# Hombourg-Haut
Hombourg-Haut (tedesco: Oberhomburg) è un comune francese di 6 826 abitanti situato nel dipartimento della Mosella nella regione del Grand Est.

## Storia
Con il Trattato di Francoforte nel 1871 (dopo la guerra franco-prussiana del 1870-71) l'Alsazia-Lorena divenne provincia tedesca e Hombourg-Haut divenne città tedesca. Il territorio dell'Alsazia-Lorena fu reso alla Francia con il Trattato di Versailles nel 1919.

## Cultura

### Monumenti e luoghi d'interesse
- Collegiata di Santo Stefano (in francese: collégiale Saint-Étienne) è una chiesa cattolica (diocesi di Metz), costruita dal secolo XIII al XV in forme romanico-gotiche. Dal 1930 è riconosciuta tra i Monumenti storici francesi
- Cappella Santa Caterina (in francese: chapelle Sainte-Catherine) è una cappella gotica del 1260-1270. Dal 1895 è riconosciuta tra i Monumenti storici tedeschi e poi francesi (1930)
- La città di Hombourg-Haut conserva vestigia del suo castello medievale, riconosciuti tra i Monumenti storici Francese (1930) [2], costruito nel secolo XIII e distrutto durante la guerra dei trent'anni
- Castello Hellering (rovine) costruito nel secolo XVII
- Château d'Hausen (costruito nel secolo XVIII)

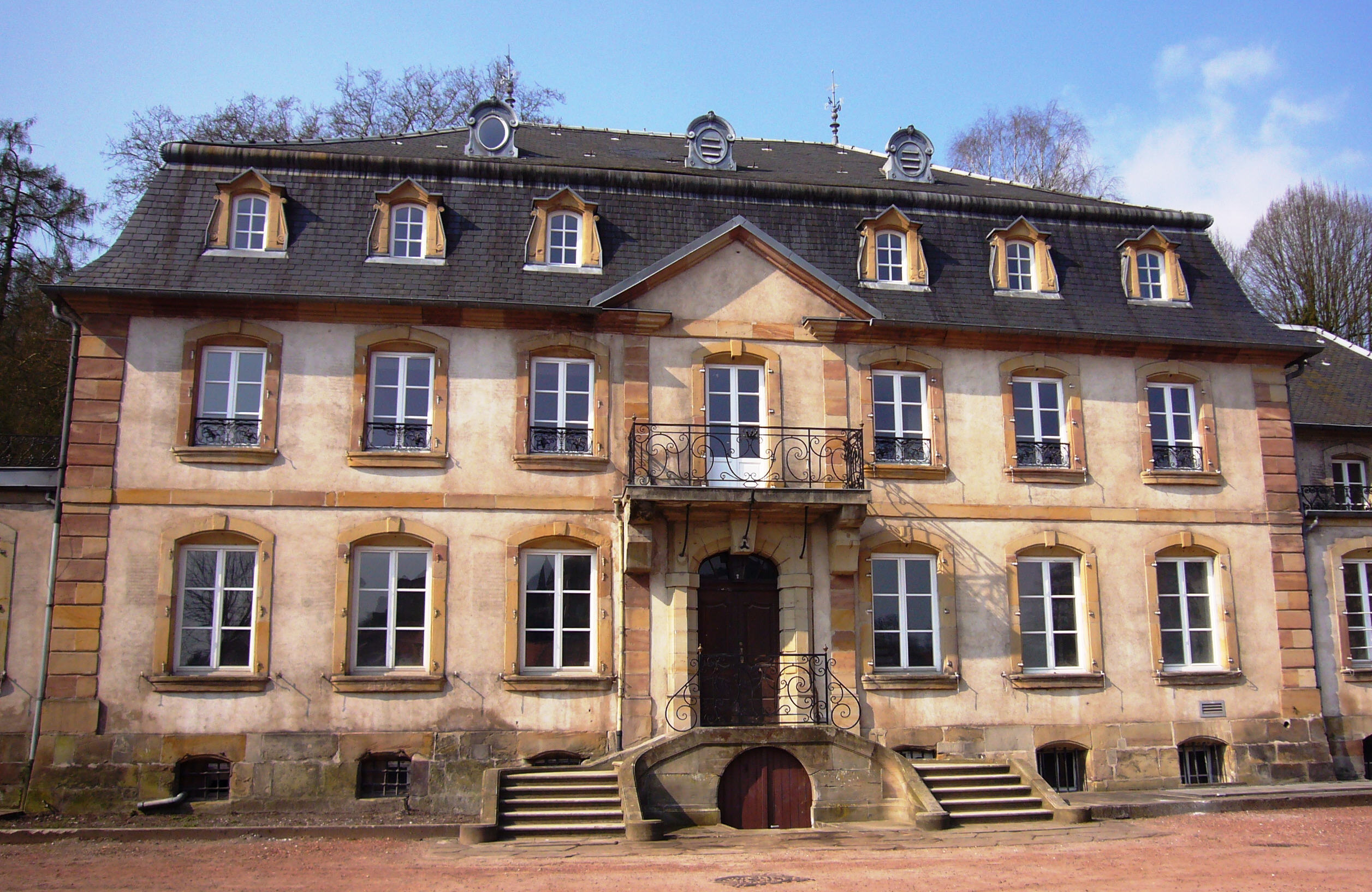
Il municipio (Château d’Hausen del 1766)

### Eventi e manifestazioni
- Festival international Théodore Gouvy (dal 1995)
- Il carnevale con pubblica parata

## Sport

### Impianti sportivi
Fra le strutture sportive spicca lo Stadio Comunale, campo su cui gioca la principale squadra di calcio della città, il S.S.E.P.

## Società

### Evoluzione demografica
Abitanti censiti

## Amministrazione

### Gemellaggi
San Giorgio di Pesaro, dal 2006

## Galleria d'immagini

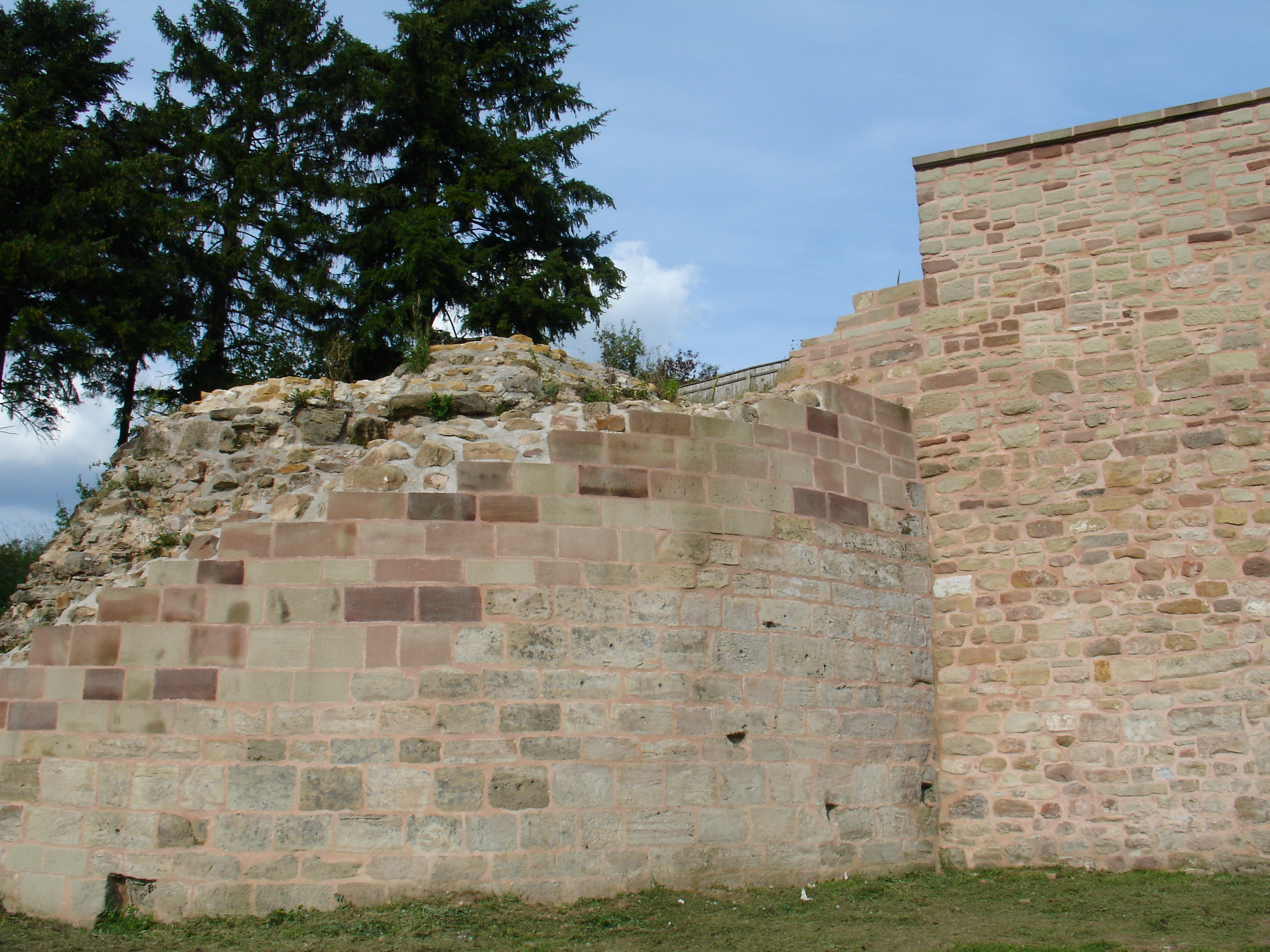
Vestigia del castello medievale
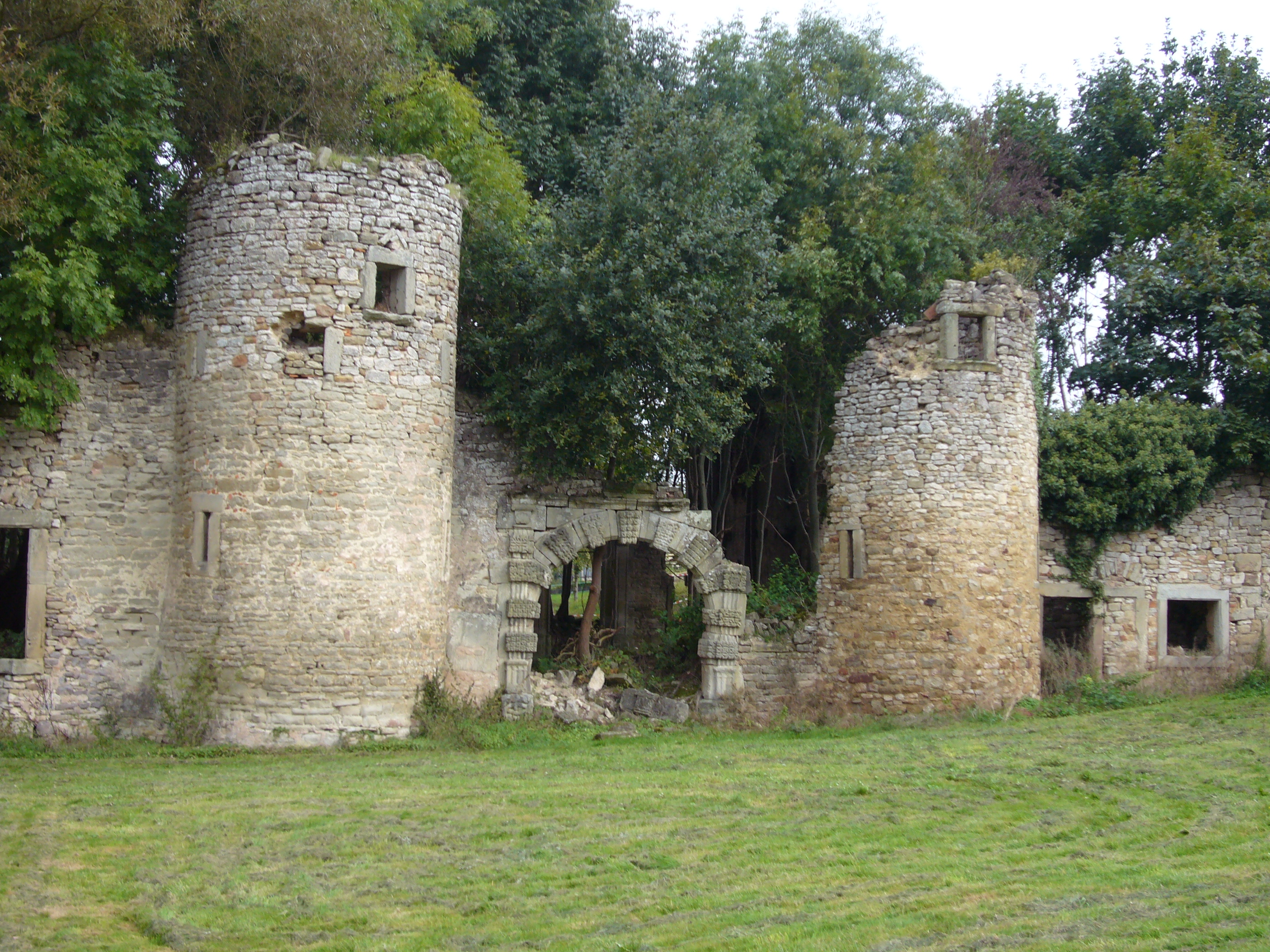
Les ruines du château de Hellering
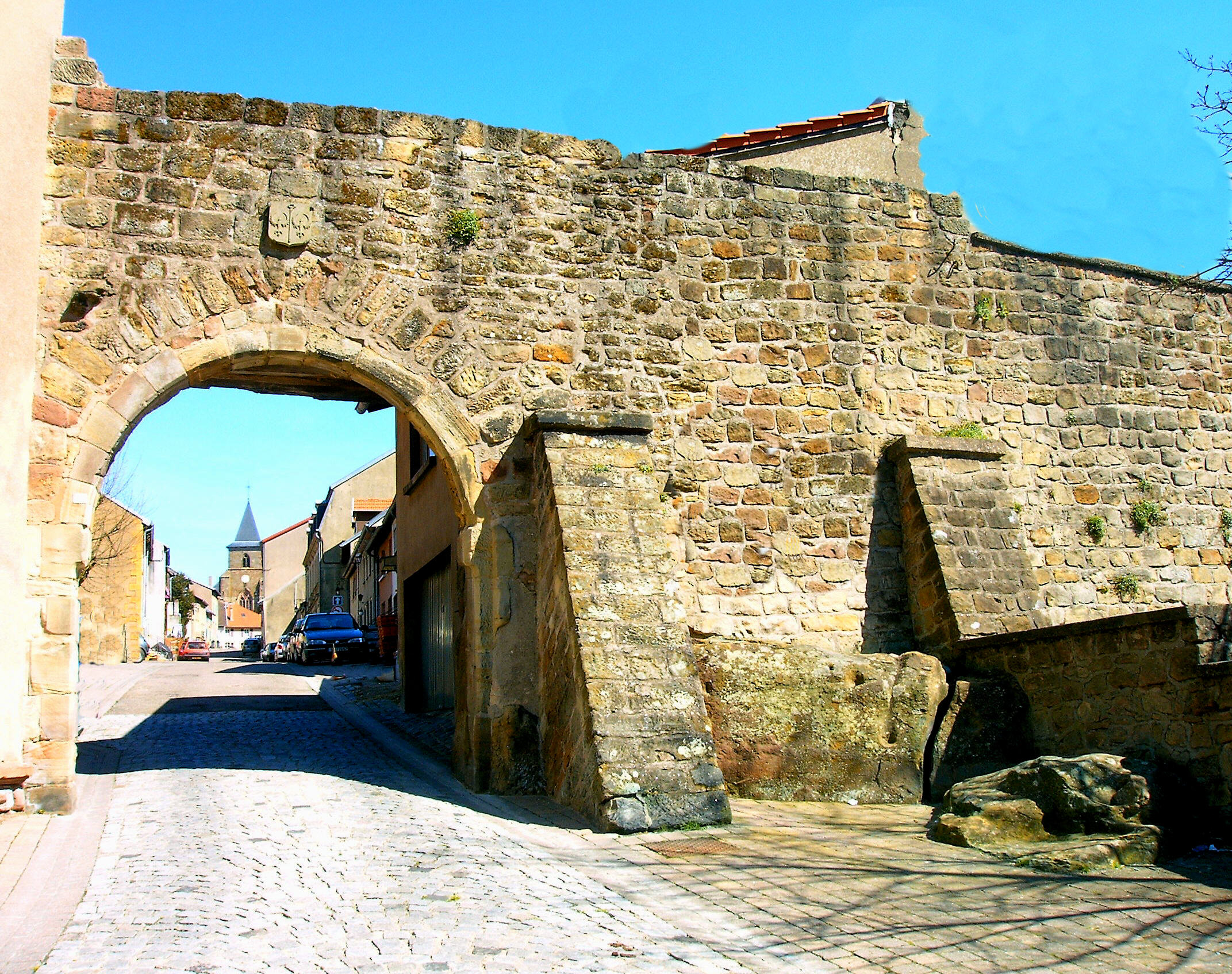
La Vieilie Porte
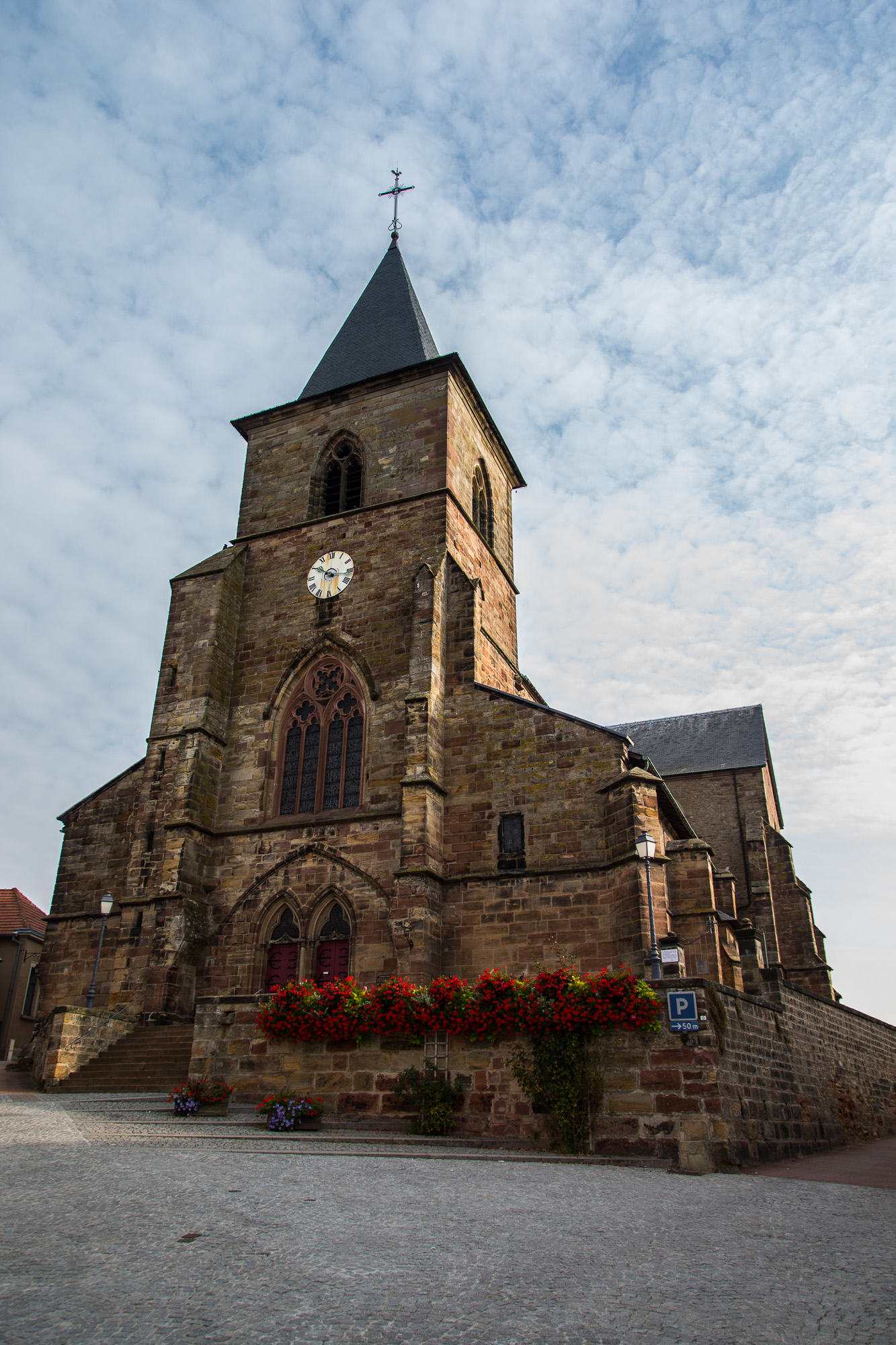
Collegiata Santo-Stefano
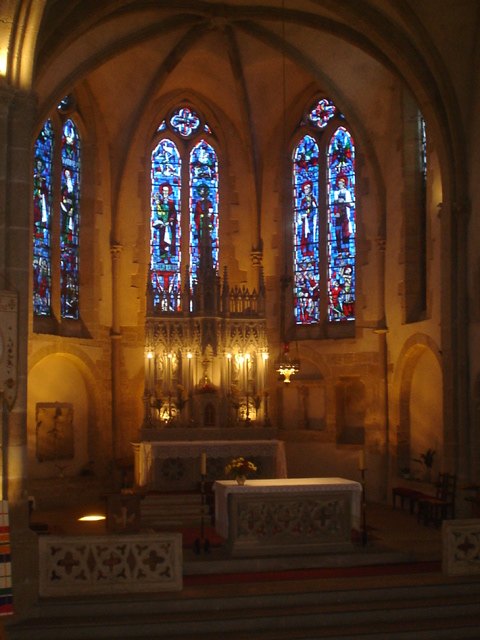
Choeur et maitre autel de la collégiale Saint-Étienne
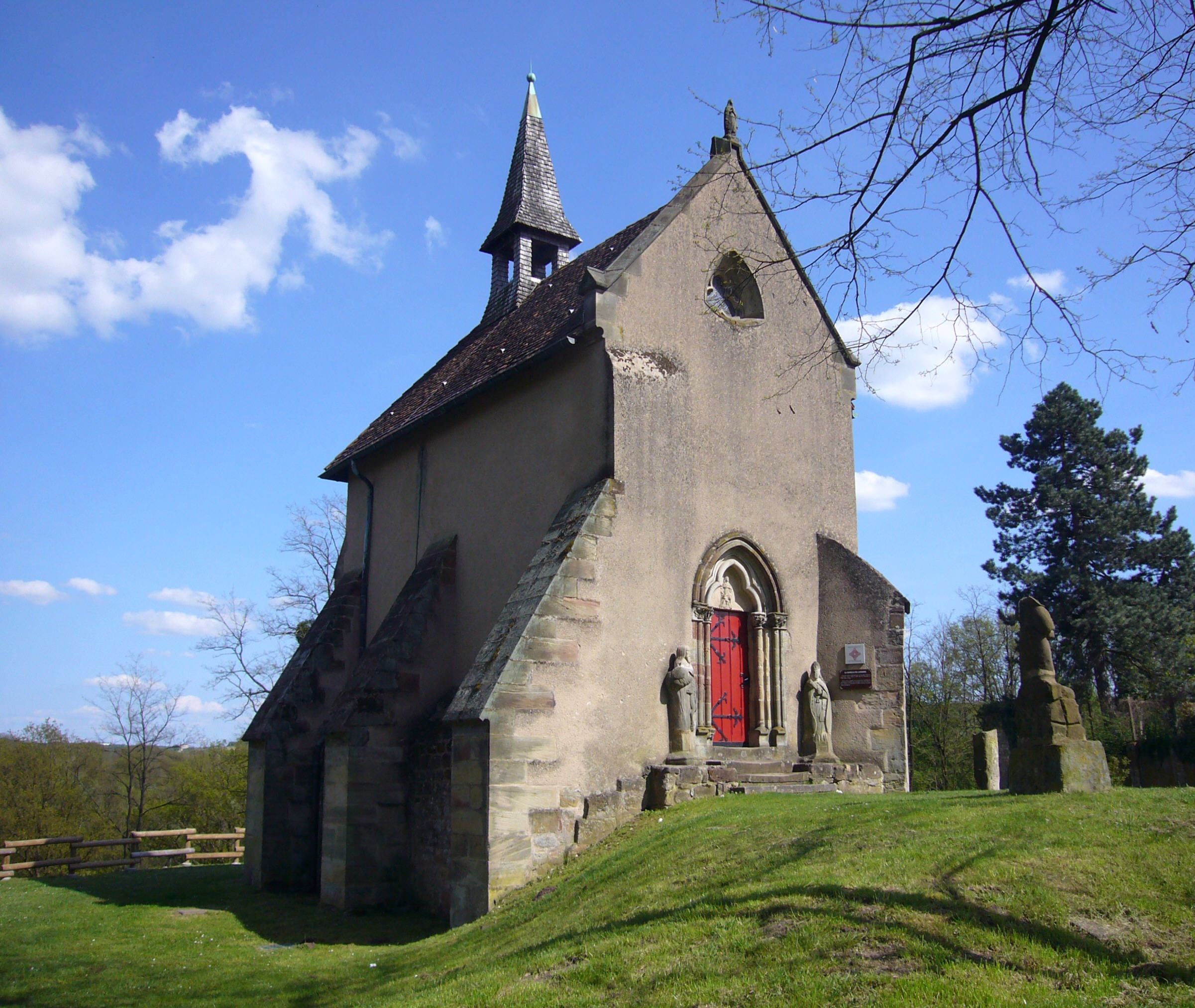
Cappella Santa-Catarina del 1260
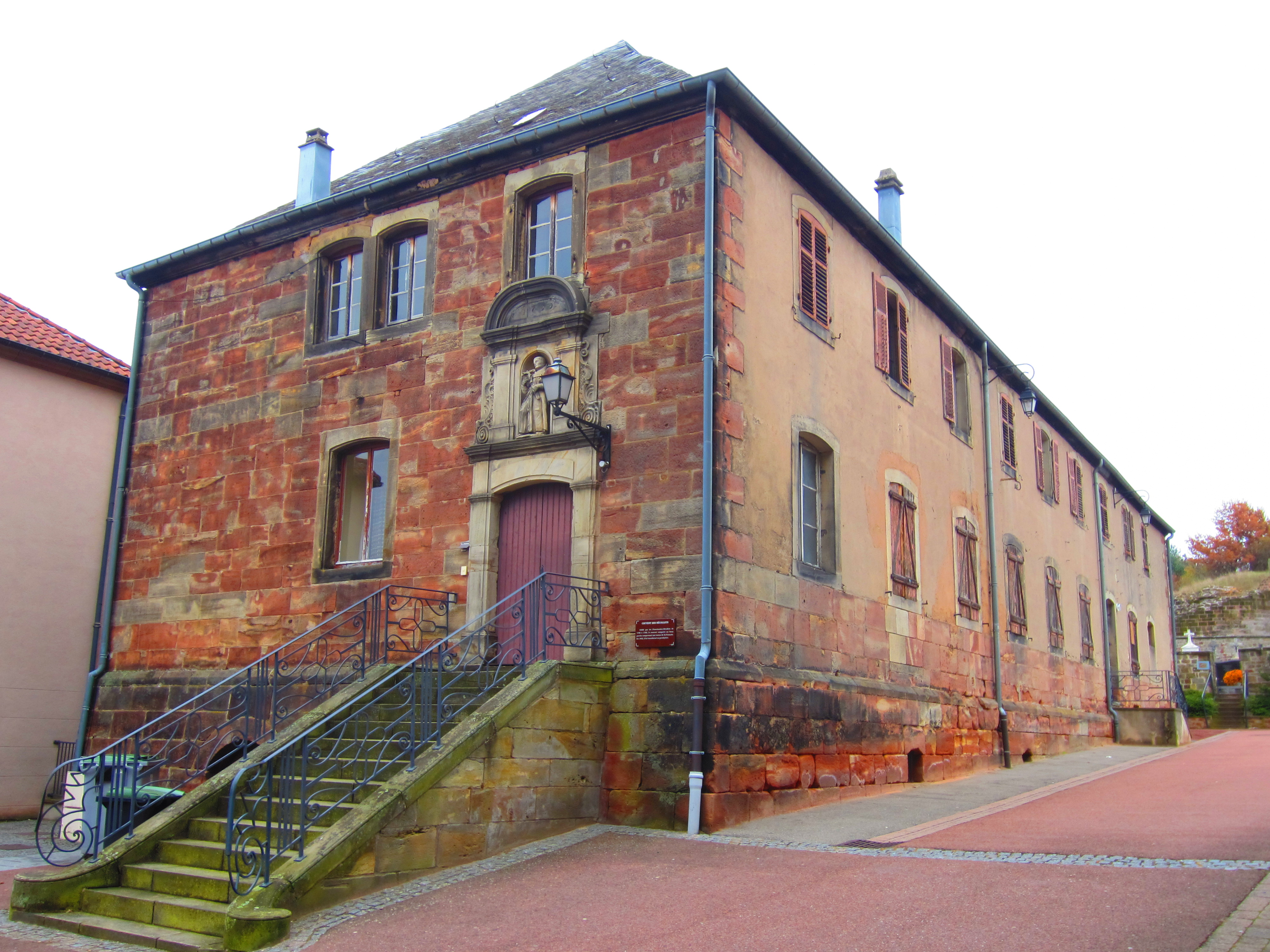
Convento degli Recolletti (XVIII secolo)
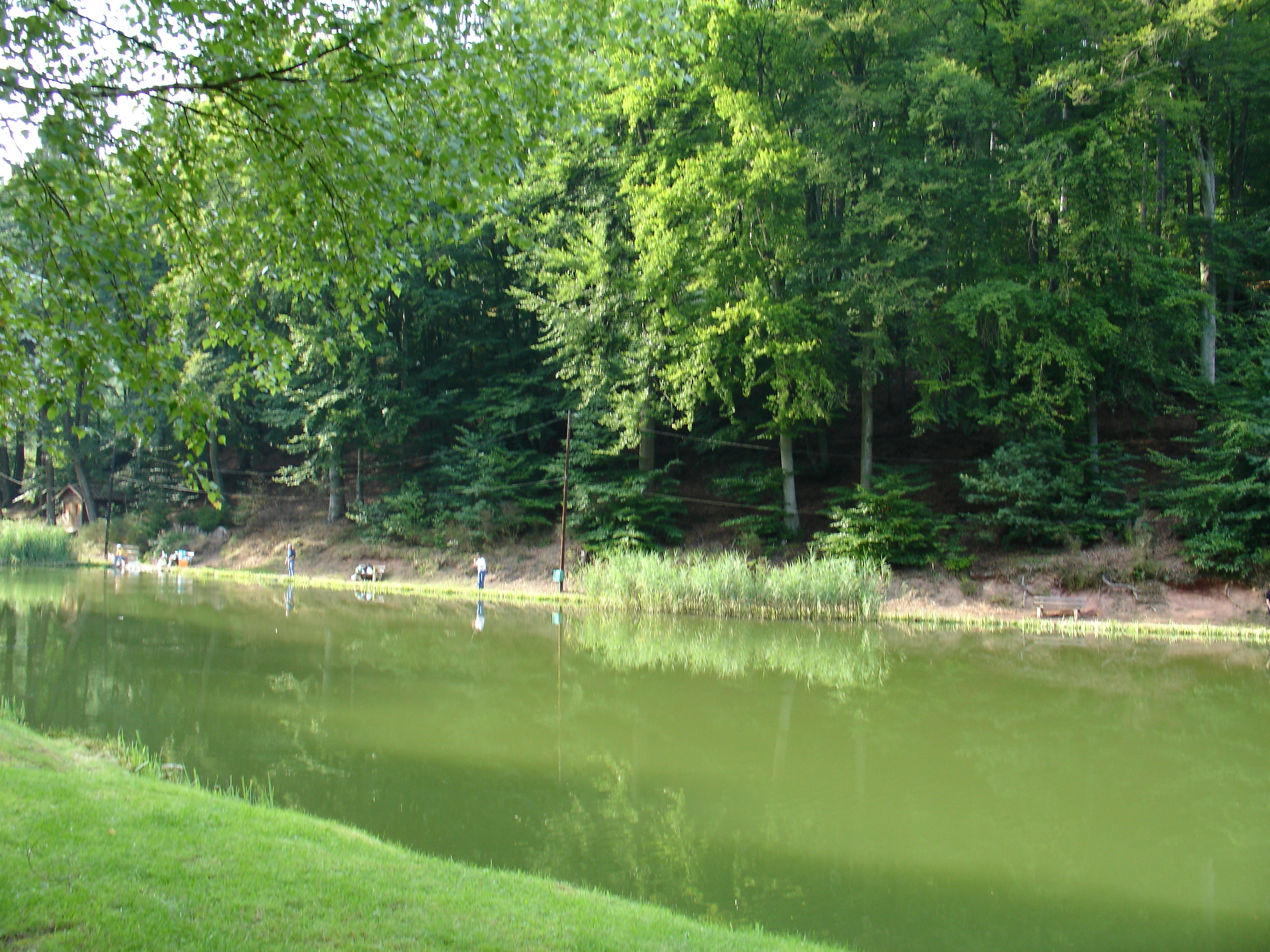
étang de la Papiermühle